# Arquidiocese de Cochabamba
A Arquidiocese de Cochabamba (Archidiœcesis Cochabambensis) é uma circunscrição eclesiástica da Igreja Católica situada em Cochabamba, Bolívia. Seu atual arcebispo é Oscar Omar Aparicio Céspedes. Sua Sé é a Catedral Metropolitana de São Sebastião.
Possui 74 paróquias servidas por 240 padres, abrangendo uma população de 2.052.340 habitantes, com 82,0% da dessa população jurisdicionada batizada (1.682.590 católicos).

## História
A diocese de Cochabamba foi erigida em 25 de junho de 1847 com a bula Ubique pateat do Papa Pio IX, recebendo o território da arquidiocese de La Plata ou Charcas (atual arquidiocese de Sucre) e da diocese de Santa Cruz de la Sierra (hoje arquidiocese).
Em 30 de julho de 1975 foi elevada ao posto de arquidiocese metropolitana mediante a bula Quo gravius do Papa Paulo VI.
Em 1988 Cochabamba recebeu a visita do Papa João Paulo II e como recordação deste encontro foi erguida a colossal estátua do Cristo de la Concordia, uma das estátuas do Cristo mais alta do mundo, que domina a cidade de cima do Cerro San Pedro.

## Prelados
|                     | Nome                                   | Período    | Notas                                                   |
| Arcebispos          | Arcebispos                             | Arcebispos | Arcebispos                                              |
| ------------------- | -------------------------------------- | ---------- | ------------------------------------------------------- |
| 5º                  | Oscar Omar Aparicio Céspedes           | 2014-atual |                                                         |
| 4º                  | Tito Solari Capellari, S.D.B.          | 1999-2014  |                                                         |
| 3º                  | René Fernández Apaza †                 | 1988-1999  |                                                         |
| 2º                  | Gennaro Maria Prata Vuolo, S.D.B. †    | 1981-1987  |                                                         |
| 1º                  | José Armando Gutiérrez Granier †       | 1978-1980  |                                                         |
| Arcebispo-coadjutor |                                        |            |                                                         |
|                     | Tito Solari Capellari, S.D.B.          | 1998-1999  |                                                         |
| Bispos-auxiliares   |                                        |            |                                                         |
|                     | Víctor Iván Vargas Galarza             | 2021 -     | Atual                                                   |
|                     | Carlos Enrique Curiel Herrera, Sch. P. | 2018 -     | Atual                                                   |
|                     | Juan Gómez                             | 2018-2024  | Transferido para Santa Cruz de la Sierra                |
|                     | Robert Herman Flock Bever              | 2012-2016  | Nomeado Bispo de San Ignacio de Velasco                 |
|                     | Luis Sáinz Hinojosa, O.F.M.            | 2001-2012  | Novamente                                               |
|                     | Angel Gelmi Bertocchi                  | 1985-2013  |                                                         |
|                     | Manuel Revollo Crespo, C.M.F.          | 1985-1993  | Nomeado Bispo-coadjutor do Ordinário Militar da Bolívia |
|                     | Luis Sáinz Hinojosa, O.F.M.            | 1982-1987  | Nomeado Arcebispo de La Paz                             |
|                     | Abel Costas Montaño                    | 1968-1974  | Nomeado Bispo de Tarija                                 |
|                     | Francesco Maria Granado                | 1868-1870  | Elevado a Bispo-coadjutor                               |
| Bispos              |                                        |            |                                                         |
| 10º                 | José Armando Gutiérrez Granier †       | 1965-1978  |                                                         |
| 9º                  | Juan Tarsicio Senner, O.F.M. †         | 1951-1965  |                                                         |
| 8º                  | Bertoldo Bühl, O.F.M. †                | 1943-1951  |                                                         |
| 7º                  | Tomás Aspe, O.F.M. †                   | 1931-1942  |                                                         |
| 6º                  | Julio Garret †                         | 1924-1929  | Nomeado Bispo de Oruro                                  |
| 5º                  | Luigi Francesco Pierini, O.F.M. †      | 1918-1923  | Nomeado Arcebispo de Sucre                              |
| 4º                  | Jacinto Anaya †                        | 1897-1915  |                                                         |
| 3º                  | Francisco María Del Granado †          | 1871-1895  |                                                         |
| 2º                  | Rafael Salinas †                       | 1857-1871  |                                                         |
| 1º                  | José María Yáñez de Montenegro †       | 1848-1854  |                                                         |
| Bispo-coadjutor     |                                        |            |                                                         |
|                     | Luis Aníbal Rodríguez Pardo            | 1956-1958  | Nomeado Bispo de Santa Cruz de la Sierra                |
|                     | Francesco Maria Granado                | 1870-1871  |                                                         |